# Merlau
Merlau ist mit rund 1100 Einwohnern ein Ortsteil der Gemeinde Mücke im mittelhessischen Vogelsbergkreis und Sitz der Gemeindeverwaltung.

## Geographische Lage
Merlau liegt am Nordrand des Vogelsbergs und auf der linken westlichen Talseite des Seenbachs. Die Bebauung ist mit der des südlich angrenzenden Ortsteils Flensungen zusammengewachsen.
Die Gemarkungsfläche beträgt 748 Hektar, davon sind 314 Hektar bewaldet (Stand: 1961).

## Geschichte

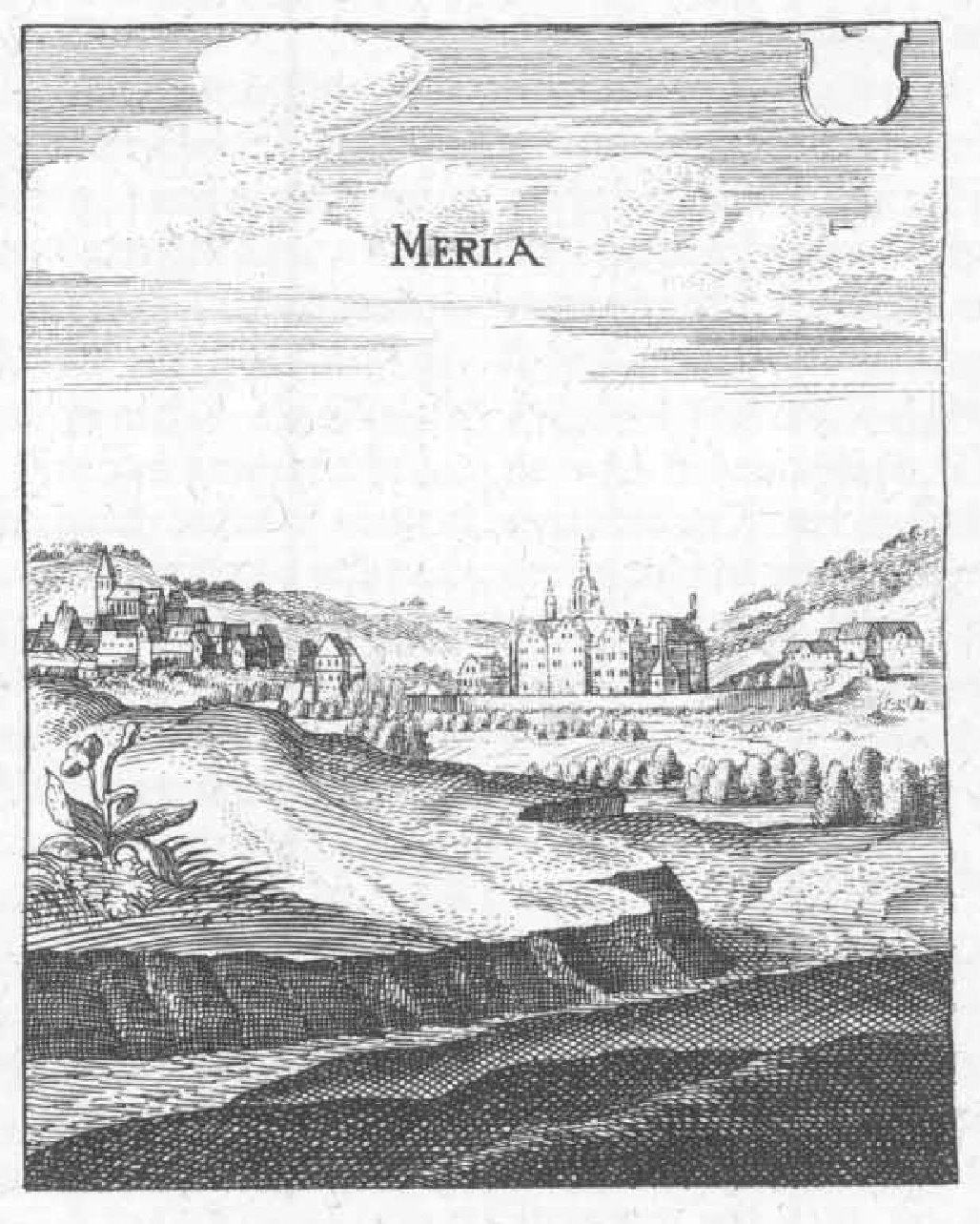
Merla

### Ortsgeschichte
Die älteste bekannte schriftliche Erwähnung von Merlau erfolgte im Jahr 1199 unter dem Namen Merlouwe.
In Merlau residierte im Mittelalter ein regional bedeutendes Adelsgeschlecht. Ein Sohn des Hauses, Johann I. von Merlau, war von 1395 bis 1440 Fürstabt von Fulda.
Heinrich von Eisenbach, Erbmarschall von Hessen, bekennt am 11. April 1344, dass er dem Landgrafen Heinrich zu Hessen das Haus Merlau und die zugehörigen Gerichte zu Felda und Bobenhausen, die dieser ihm verpfändet hat, wieder zum Einlösen geben wolle, nur sei der Petershagen ausgenommen, den ihm der Landgraf zu seinem Burglehn gegeben hatte.
Im Merlauer Vertrag von 1582 einigten sich Landgraf Wilhelm IV. von Hessen-Kassel und der Mainzer Erzbischof Wolfgang von Dalberg über schon lange schwelende Grenzkonflikte zwischen Kurmainz und der Landgrafschaft, wobei fast alle noch verbliebenen Mainzer Besitzungen in Nordhessen endgültig an die Landgrafschaft fielen, dafür jedoch Hessen-Kassel seine Ansprüche im Eichsfeld aufgab.
In der Topographia Germaniae von Matthäus Merian von 1646/1655 wird Merlau wie folgt beschrieben:

„Nicht fern von dieser Statt ligt gedachtes Schloß Mörla / oder Merla / in einem Thal vnnd Wiesengrund / welches LandGraff Ludwig ältere auff das zierlichste erbawet hat: Vnnd sind in dieser Gegend viel schöne Wälde / vnd bequeme Jagten.“

Die Statistisch-topographisch-historische Beschreibung des Großherzogthums Hessen berichtet 1830 über Merlau:

„Merlau (L. Bez. Grünberg) evangel. Pfarrdorf; liegt an dem Seebach, 1 1⁄2 St. von Grünberg, hat 78 Häuser und 421 Einwohner, die außer 1 Katholiken und 18 Juden evangelisch sind. Der Gottesdienst wird in einem vormals herrschaftlichen Gebäude gehalten; sodann hat Merlau 2 Mühlen, unter welchen sich 2 Oel- und 1 Schneidemühle befinden. – Der Ort hatte bereits im Jahr 1190 einen eignen Centgrafen, und 1327 seinen eignen Pfarrer. Im Jahr 1344 war das Haus Merlau, nebst den dazu gehörigen Gerichten Felda und Bobenhausen von dem Landgrafen an den Erbmarschall Heinrich von Eisenbach verpfändet. Die Herrn von Merlau, die bald Vögte, bald Herrn von Merlau hießen, die aber vom 14. bis zum 17. Jahrhundert bestimmt zum niedern Adel gehörten, hatten die Hälfte des Schlosses und Gerichts Merlau pfandweise ein, erhielten aber solches, nachdem Landgraf Philipp diese Pfandschaft abgelößt hatte, lehensweise.“

und über den Weiler Kirschgarten:

„Kirschgarten (L. Bez. Grünberg) Weiler; liegt an der Ohm, 1 3⁄4 St. von Grünberg, hat 9 Häuser und 48 Einwohner, so wie ein Schloß mit einer schönen Meierei.“

In Merlau – ebenso wie in der 1939 nach dort eingemeindeten Gemeinde Kirschgarten – galt der Stadt- und Amtsbrauch von Grünberg als Partikularrecht. Das Gemeine Recht galt nur, soweit der Amtsbrauch keine Bestimmungen enthielt. Dieses Sonderrecht alten Herkommens behielt seine Geltung auch während der Zugehörigkeit zum Großherzogtum Hessen im 19. Jahrhundert, bis es zum 1. Januar 1900 von dem einheitlich im ganzen Deutschen Reich geltenden Bürgerlichen Gesetzbuch abgelöst wurde.
Am 1. April 1939 wurde die Gemeinde Kirschgarten eingegliedert.
Hessische Gebietsreform (1970–1977)
Im Zuge der Gebietsreform in Hessen fusionierten die bis dahin selbständigen Gemeinden Flensungen und Merlau im Landkreis Alsfeld zum 1. September 1970 freiwillig zur neuen Gemeinde Mücke.  Nach Eingliederung einer Reihe weiterer Gemeinden in die Gemeinde Mücke wurde für Flensungen und Merlau der gemeinsame Ortsbezirk Mücke eingerichtet.

### Verwaltungsgeschichte im Überblick
Die folgende Liste zeigt die Staaten und Verwaltungseinheiten, denen Merlau angehört(e):
- Vor 1567: Heiliges Römisches Reich, Landgrafschaft Hessen,  Landgericht Grünberg
- ab 1567: Heiliges Römisches Reich, Landgrafschaft Hessen-Marburg, Amt Grünberg, Landgericht Grünberg[15]
- 1604–1648: Heiliges Römisches Reich, strittig zwischen Landgrafschaft Hessen-Darmstadt und Landgrafschaft Hessen-Kassel (Hessenkrieg)
- ab 1604: Heiliges Römisches Reich, Landgrafschaft Hessen-Darmstadt, Oberfürstentum Hessen, Amt Grünberg,[16] Landgericht Grünberg[17]
- 1787 und später: Heiliges Römisches Reich, Landgrafschaft Hessen-Darmstadt, Oberfürstentum Hessen, Amt Grünberg, Landgericht Grünberg[18]
- ab 1806: Großherzogtum Hessen,[Anm. 2] Fürstentum Oberhessen, Amt Grünberg[19][20]
- ab 1815: Großherzogtum Hessen[Anm. 3], Provinz Oberhessen, Amt Grünberg[21]
- ab 1821: Großherzogtum Hessen, Provinz Oberhessen, Landratsbezirk Grünberg[Anm. 4]
- ab 1832: Großherzogtum Hessen, Provinz Oberhessen, Kreis Grünberg
- ab 1848: Großherzogtum Hessen, Regierungsbezirk Gießen
- ab 1852: Großherzogtum Hessen, Provinz Oberhessen, Kreis Grünberg
- ab 1867: Norddeutscher Bund[Anm. 5], Großherzogtum Hessen, Provinz Oberhessen, Kreis Grünberg
- ab 1871: Deutsches Reich, Großherzogtum Hessen, Provinz Oberhessen, Kreis Grünberg
- ab 1874: Deutsches Reich, Großherzogtum Hessen, Provinz Oberhessen, Kreis Alsfeld
- ab 1918: Deutsches Reich (Weimarer Republik), Volksstaat Hessen, Provinz Oberhessen, Kreis Alsfeld
- ab 1938: Deutsches Reich, Landkreis Alsfeld[22][Anm. 6]
- ab 1945: Amerikanische Besatzungszone,[Anm. 7] Groß-Hessen, Regierungsbezirk Darmstadt, Landkreis Alsfeld
- ab 1946: Amerikanische Besatzungszone, Land Hessen, Regierungsbezirk Darmstadt, Landkreis Alsfeld
- ab 1949: Bundesrepublik Deutschland, Land Hessen, Regierungsbezirk Darmstadt, Landkreis Alsfeld
- ab 1970: Bundesrepublik Deutschland, Hessen, Regierungsbezirk Darmstadt, Vogelsbergkreis, Gemeinde Mücke[Anm. 8]
- ab 1972: Bundesrepublik Deutschland, Land Hessen, Regierungsbezirk Darmstadt, Vogelsbergkreis, Gemeinde Mücke
- ab 1981: Bundesrepublik Deutschland, Land Hessen, Regierungsbezirk Gießen, Vogelsbergkreis, Gemeinde Mücke

### Gerichte seit 1803
In der Landgrafschaft Hessen-Darmstadt wurde mit Ausführungsverordnung vom 9. Dezember 1803 das Gerichtswesen neu organisiert. Für die Provinz Oberhessen wurde das Hofgericht Gießen als Gericht der zweiten Instanz eingerichtet. Die Rechtsprechung der ersten Instanz wurde durch die Ämter bzw. Standesherren vorgenommen und somit war für Merlau das „Amt Grünberg“ zuständig.
Das Hofgericht war für normale bürgerliche Streitsachen Gericht der zweiten Instanz, für standesherrliche Familienrechtssachen und Kriminalfälle die erste Instanz. Übergeordnet war das Oberappellationsgericht Darmstadt.
Mit der Gründung des Großherzogtums Hessen 1806 wurde diese Funktion beibehalten, während die Aufgaben der ersten Instanz 1821 im Rahmen der Trennung von Rechtsprechung und Verwaltung auf die neu geschaffenen Landgerichte übergingen. „Landgericht Grünberg“ war daher von 1821 bis 1879 die Bezeichnung für das erstinstanzliche Gericht das für Merlau zuständig war.
Anlässlich der Einführung des Gerichtsverfassungsgesetzes mit Wirkung vom 1. Oktober 1879, infolge derer die bisherigen großherzoglich hessischen Landgerichte durch Amtsgerichte an gleicher Stelle ersetzt wurden, während die neu geschaffenen Landgerichte nun als Obergerichte fungierten, kam es zur Umbenennung in „Amtsgericht Grünberg“ und Zuteilung zum Bezirk des Landgerichts Gießen. Am 1. Juli 1968 erfolgte die Auflösung des Amtsgerichts Grünberg, Merlau wurde dem Amtsgericht Alsfeld zugelegt. In der Bundesrepublik Deutschland sind die übergeordneten Instanzen das Landgericht Gießen, das Oberlandesgericht Frankfurt am Main sowie der Bundesgerichtshof als letzte Instanz.

## Bevölkerung

### Einwohnerentwicklung
| • 1791: | 316 (Kirschgarten 38) Einwohner                                        |
| • 1800: | 316 (Kirschgarten 43) Einwohner                                        |
| • 1806: | 312 (Kirschgarten 27) Einwohner, 60 (Kirschgarten 7) Häuser            |
| • 1829: | 421 (Kirschgarten 48) Einwohner, 78 (Kirschgarten 9) Häuser            |
| • 1867: | 376 (Kirschgarten 65) Einwohner, 72 (Kirschgarten 10) bewohnte Gebäude |
| • 1875: | 378 (Kirschgarten 57) Einwohner, 72 (Kirschgarten 10) bewohnte Gebäude |

| Merlau: Einwohnerzahlen von 1791 bis 2022 | Merlau: Einwohnerzahlen von 1791 bis 2022 | Merlau: Einwohnerzahlen von 1791 bis 2022 | Merlau: Einwohnerzahlen von 1791 bis 2022 | Merlau: Einwohnerzahlen von 1791 bis 2022 |
| --- | ----------------------------------------- | ----------------------------------------- | ----------------------------------------- | ----------------------------------------- |
| Jahr |                                           |                                           |                                           | Einwohner                                 |
| 1791 | 1791                                      |                                           | 316                                       | 316                                       |
| 1800 | 1800                                      |                                           | 316                                       | 316                                       |
| 1806 | 1806                                      |                                           | 312                                       | 312                                       |
| 1829 | 1829                                      |                                           | 421                                       | 421                                       |
| 1834 | 1834                                      |                                           | 497                                       | 497                                       |
| 1840 | 1840                                      |                                           | 523                                       | 523                                       |
| 1846 | 1846                                      |                                           | 547                                       | 547                                       |
| 1852 | 1852                                      |                                           | 541                                       | 541                                       |
| 1858 | 1858                                      |                                           | 493                                       | 493                                       |
| 1864 | 1864                                      |                                           | 451                                       | 451                                       |
| 1871 | 1871                                      |                                           | 475                                       | 475                                       |
| 1875 | 1875                                      |                                           | 435                                       | 435                                       |
| 1885 | 1885                                      |                                           | 423                                       | 423                                       |
| 1895 | 1895                                      |                                           | 423                                       | 423                                       |
| 1905 | 1905                                      |                                           | 542                                       | 542                                       |
| 1910 | 1910                                      |                                           | 593                                       | 593                                       |
| 1925 | 1925                                      |                                           | 674                                       | 674                                       |
| 1939 | 1939                                      |                                           | 706                                       | 706                                       |
| 1946 | 1946                                      |                                           | 999                                       | 999                                       |
| 1950 | 1950                                      |                                           | 1.036                                     | 1.036                                     |
| 1956 | 1956                                      |                                           | 995                                       | 995                                       |
| 1961 | 1961                                      |                                           | 963                                       | 963                                       |
| 1967 | 1967                                      |                                           | 973                                       | 973                                       |
| 1970 | 1970                                      |                                           | 1.016                                     | 1.016                                     |
| 1980 | 1980                                      |                                           | ?                                         | ?                                         |
| 1990 | 1990                                      |                                           | ?                                         | ?                                         |
| 2000 | 2000                                      |                                           | ?                                         | ?                                         |
| 2011 | 2011                                      |                                           | 1.134                                     | 1.134                                     |
| 2015 | 2015                                      |                                           | 1.084                                     | 1.084                                     |
| 2022 | 2022                                      |                                           | 1.125                                     | 1.125                                     |
| Datenquelle: Historisches Gemeindeverzeichnis für Hessen: Die Bevölkerung der Gemeinden 1834 bis 1967. Wiesbaden: Hessisches Statistisches Landesamt, 1968. Weitere Quellen: LAGIS; Gemeinde Mücke; Zensus 2011 |                                           |                                           |                                           |                                           |

### Einwohnerstruktur 2011
Nach den Erhebungen des Zensus 2011 lebten am Stichtag dem 9. Mai 2011 in Merlau 1134 Einwohner. Darunter waren 18 (1,6 %) Ausländer.
Nach dem Lebensalter waren 171 Einwohner unter 18 Jahren, 439 zwischen 18 und 49, 279 zwischen 50 und 64 und 237 Einwohner waren älter.
Die Einwohner lebten in 483 Haushalten. Davon waren 123 Singlehaushalte, 174 Paare ohne Kinder und 135 Paare mit Kindern, sowie 42 Alleinerziehende und 3 Wohngemeinschaften. In 108 Haushalten lebten ausschließlich Senioren und in 318 Haushaltungen lebten keine Senioren.

## Religion

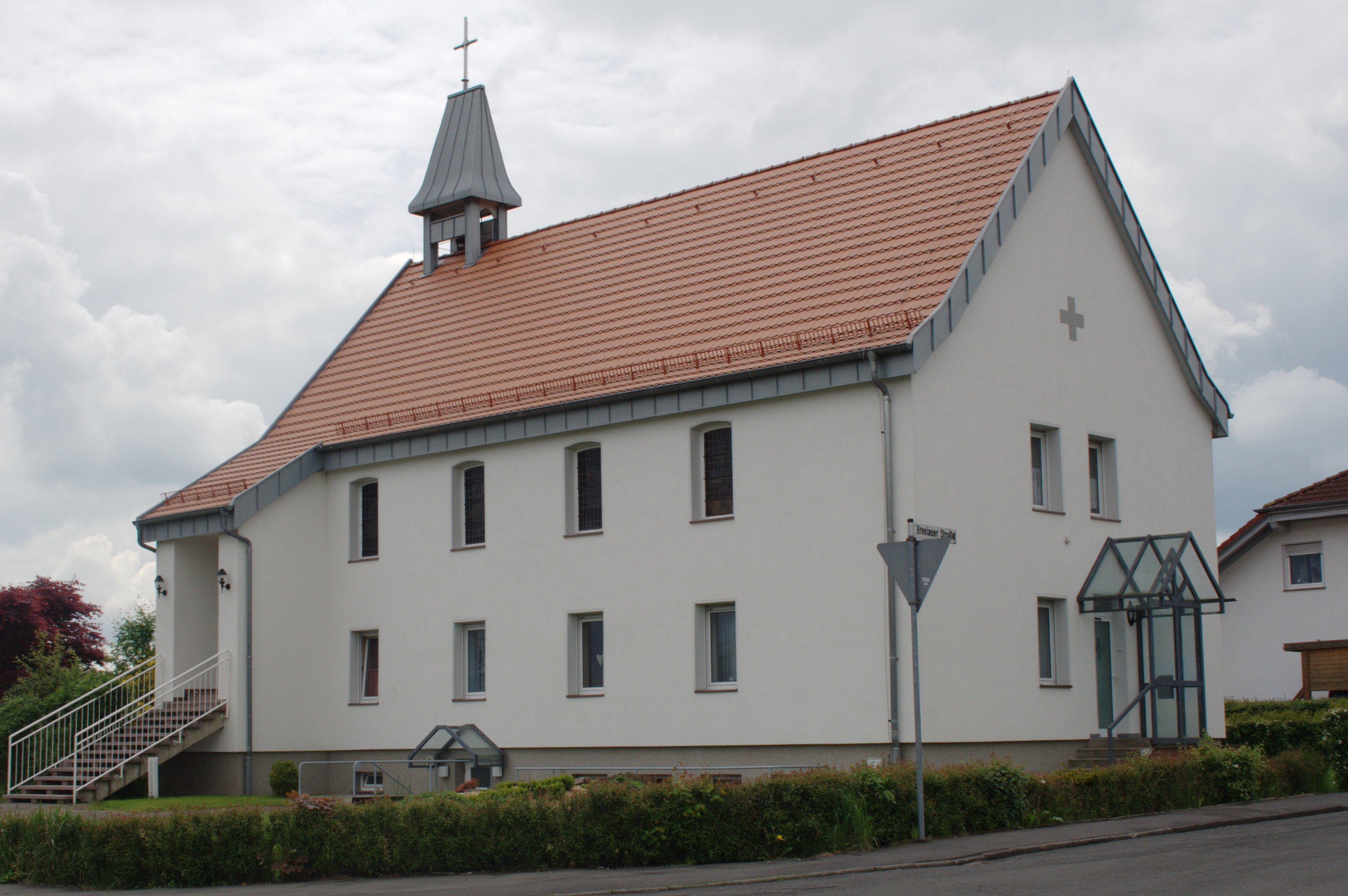
Die Katholische Kirche in Merlau

Bereits in vorreformatorischer Zeit diente die Vorgängerkirche als Pfarrkirche. Eingepfarrt waren Kirschgarten und Weickartshain. Daneben gab es noch die Schlosskirche der Burg Merlau. Merlau unterstand dem Sendbezirk in Nieder-Ohmen, bildete 1577 aber ein eigenes Gericht. Kirchlich war es im Archidiakonat St. Stephan der Erzdiözese Mainz zugeordnet.
Nach der Reformation 1536 hatte Merlau als ersten lutherischen Pfarrer.
Historische Religionszugehörigkeit
| • 1829: | 402 evangelische (= 95,49 %), 12 jüdische (= 2,85 %), ein katholischer Einwohner |
| • 1961: | 817 evangelische (= 83,11 %), 141 katholische (= 14,34 %) Einwohner              |

Evangelisch
In Merlau gibt es eine Evangelische Kirchengemeinde,
Katholisch
die Katholische Kirchengemeinde St. Johannes Evangelist, Mücke-Merlau, Flensunger Weg 57
und eine Neuapostolische Gemeinde.
Als das Schloss im 19. Jahrhundert aufgrund von Baufälligkeit abgerissen wurde, fanden Steine beim Bau der Merlauer Kirche (1853–1857) Wiederverwendung.

## Politik

### Ortsbeirat
Siehe Ortsbeirat Flensungen

### Wappen
Blasonierung: „Schild geteilt, in der oberen Schildhälfte in Rot ein goldener Adler mit  blaugekröntem Königskopf, in der untern Schildhälfte in Gold der Adlerrumpf in Rot mit blauer Bewehrung.“
Das Wappen wurde der Gemeinde Merlau am 23. Juli 1957 durch den Hessischen Innenminister genehmigt. Gestaltet wurde es durch den Bad Nauheimer Heraldiker Heinz Ritt.
Es basiert auf dem Wappen des Ortsadels, den Herren von Mörlau. Zur Unterscidung beider Wappen zeigt das Ortswappen die untere Schildhälfte in verwechselten Farben. Nach der Gebietsreform wurde das Wappen von der neuen Gemeinde Mücke übernommen.

## Kultur und Sehenswürdigkeiten
Das Vereinsleben bilden folgende Vereine:
- Jugend-Freizeit-Club Merlau
- Obst und Gartenbauverein
- Merlauer Carnevals Verein
- TSG Merlau
- DRK OV Mücke
- Sängervereinigung
- Schützenverein
- Bayern München Fan-Club.

## Verkehr und Infrastruktur

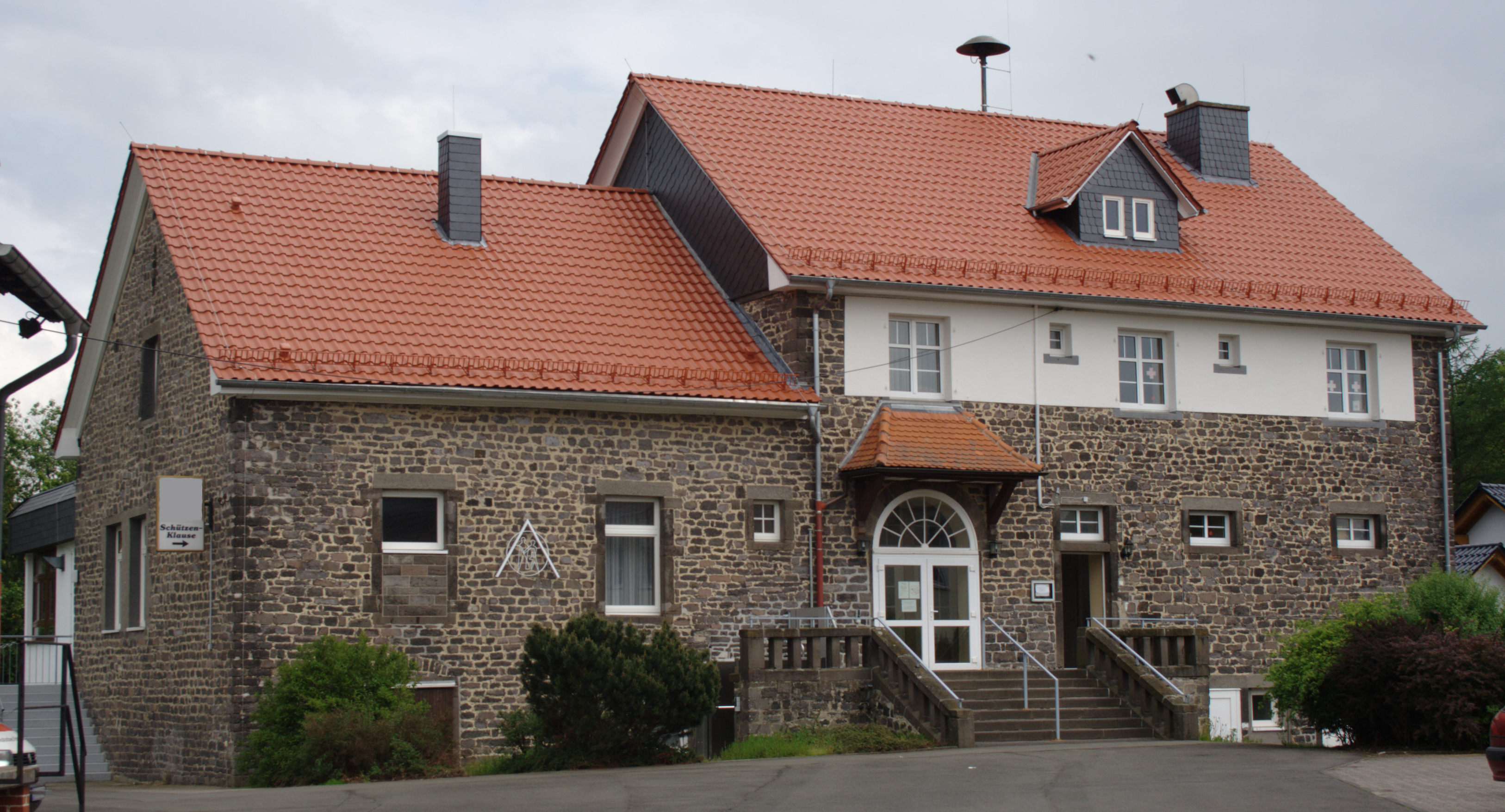
Dorfgemeinschaftshaus (DGH) in Merlau

Der Ort liegt an der Landesstraße L 3325 zwischen Nieder-Ohmen und Flensungen und an der Bahnstrecke Gießen–Fulda.
Merlau ist Sitz der Gemeindeverwaltung, die direkt gegenüber dem Bahnhof Mücke (Hess) liegt. Mit drei zentral gelegenen Supermärkten ist Merlau Einkaufsziel auch vieler Kunden aus den Nachbarorten.
Die Ortschaft verfügt über eine Freiwillige Feuerwehr, ein Dorfgemeinschaftshaus und das Heimatmuseum Hobstallstowwe.